# Always Look on the Bright Side of Life
Always Look on the Bright Side of Life est une chanson écrite par Eric Idle pour le film La Vie de Brian (1979) des Monty Python. Elle est devenue depuis une chanson populaire anglaise, aussi bien dans les stades de football que lors de funérailles en Angleterre.

## Histoire
Lors du tournage de la dernière scène de La Vie de Brian, alors que les acteurs étaient épuisés et transpiraient à grosses gouttes à force de rester sur leurs croix, Eric Idle commença à chantonner et à improviser quelques paroles. Les autres membres de la troupe aimèrent tellement la chanson qu'ils décidèrent de l'utiliser pour le film. Elle est devenue depuis l'une de leurs chansons les plus populaires.
Brian Cohen (joué par Graham Chapman) a été condamné à mort par crucifixion pour avoir été complice d'un enlèvement. Alors que plusieurs protagonistes défilent devant la croix, tous supposés venus sauver le condamné mais ne le faisant pas, un personnage sur la croix voisine (joué par Eric Idle) tente de redonner le sourire à Brian en lui chantant Always Look on the Bright Side of Life. Alors que la chanson progresse, de nombreux autres crucifiés (140 au total d'après le script) commencent à danser comme ils peuvent sur leurs croix et se joignent à la mélodie sifflée par Idle. Une version instrumentale continue pendant le générique de fin, agrémentée de remarques d'Eric Idle concernant la vie et le film lui-même.
Always Look on the Bright Side of Life peut être considéré comme une parodie des chansons optimistes des films d'animation Disney, et notamment Give a Little Whistle (Sifflez vite, vite !) du film Pinocchio.

## Nouvelles versions et culture populaire
Le premier single sort en 1979 pour la promotion du film, couplé à la chanson Brian, sans trop attirer l'attention du grand public. Le disque ressort en 1988, avec une version légèrement coupée d'Always et une version longue de Brian.
Un hommage spécial à Graham Chapman, membre du groupe Monty Python, a été rendu lors de son enterrement en octobre 1989, où Eric Idle entonna la chanson à la fin de la cérémonie avec les autres membres de la troupe.
Elle devient populaire au début des années 1990 quand le refrain, chanté et sifflé, commence à gagner les stades de football anglais, attirant l'attention de la BBC Radio, et notamment du DJ Simon Mayo, qui reprend la chanson lors de son spectacle, en version originale. Cet engouement incite EMI à ressortir la chanson en septembre 1991, couplée aux chansons I'm So Worried et I Bet You They Won't Play This Song on the Radio.
Elle est aussi reprise par l'équipage du navire HMS Sheffield qui venait d'être touché par un missile Exocet lors de la guerre des Malouines et qui attendait les secours. 20 marins britanniques furent tués et 24 autres grièvement blessés.
Eric Idle enregistre dans la foulée une nouvelle version édulcorée pour la radio (la phrase « Life's a piece of shit » est remplacée par « Life's a piece of spit ») ; la référence à la fin du film est également remplacée par une référence à la fin de la chanson. Cette version sort sur CD, cassette et vinyle dans la compilation Now That's What I Call Music! 20 or Now 20 en novembre 1991.
La chanson a depuis été reprise pour plusieurs événements. Lors de ces événements, un couplet est ajouté, en lien avec l'événement ou l'hommage en question. Le 13 novembre 2008, Eric Idle interprète ainsi la chanson à la fin de We Are Most Amused, un gala de bienfaisance organisé au New Wimbledon Theatre pour célébrer le 60e anniversaire du prince Charles. Vêtu d'un tutu, il surgit lors de l’interprétation du Lac des cygnes par English National Ballet. L'introduction de la chanson fut changée pour l'occasion en « Cheer up duck… » et le couplet suivant ajouté :
If Spamalot is hot

And you like it, or per'aps not.

A bunch of knights in search of Holy Grails.

When you're 60 years of age

And your mum won't leave the stage,

It's good to know that you're still Prince of Wales
En 2010, Eric Idle l'interprète accompagné par un orchestre symphonique. Elle est disponible sur YouTube, via le compte officiel des Monty Python.
Le 12 août 2012, lors de la cérémonie de clôture des Jeux olympiques d'été de 2012, Eric Idle est cette fois accompagné par des nonnes en roller, des danseurs traditionnels anglais et des soldats romains. Entre les deuxième et troisième couplets, la chanson est interrompue par des danseurs de Bollywood. Le couplet ajouté pour l'occasion est le suivant :
When you’re stuck on the World stage,

With lots of loonies half your age,

And everything is starting to go wrong.

It’s too late to run away,

You might as well just stay,

Especially when they play your silly song
Lors de la retransmission aux États-Unis, la chaîne NBC a par ailleurs censuré la ligne « Life's a piece of shit ».
La chanson apparaît également à deux reprises dans le film Pour le pire et pour le meilleur (As Good as It Gets) réalisé par James L. Brooks et sorti en 1997.

## Singles
- 1979 : Brian/Always Look on the Bright Side of Life
- 1988 : Always Look on the Bright Side of Life (Edited Version)/Brian
- 1991 : Always Look on the Bright Side of Life/I'm So Worried et I Bet You They Won't Play This Song on the Radio
- 2014 : Always Look on the Bright Side of Life (2014 Version)/An Apology From Bernard